# Козлов Олексій Євгенович
Олексій Євгенович Козлов (рос. Алексей Евгеньевич Козлов, нар. 23 січня 1999, Сергієв Посад, Московська область, Росія) — російський футболіст, воротар білоруського клубу «Торпедо-БелАЗ».
Старший брат, Євген, також професіональний футболіст.

## Життєпис
Вихованець московського «Спартака». Взимку 2017 роки юний воротар переїхав до Латвії, де він потрапив в «Юрмалу». Але за основний склад клубу не грав. Наступний сезон провів у першій литовської лізі за «Утеніс». У сезоні 2018/19 роках Козлов перебував у заявці клубу другого дивізіону «Іртиш» (Омськ), за який зіграв в одному матчі.
Влітку 2019 року голкіпер уклав контракт з білоруською командою Вищої ліги «Торпедо-БелАЗ». Дебют в еліті у Козлова відбувся майже через рік. 29 травня 2020 року захищав ворота в переможному поєдинку проти «Смолевичах» (2:1).